# Ludvig Lindroth
Erik Gustaf Ludvig Wilhelm Lindroth, född 5 augusti 1845 i Ryssby socken, Kronobergs län, död 23 december 1931 i S:t Pers församling, var en svensk skolman. 
Lindroth blev filosofie kandidat vid Uppsala universitet 1868 och filosofie doktor 1869, var vikarierande och extra lärare vid Stockholms gymnasium 1868–75 och föreståndare för Beskowska skolan 1888–1906 (till 1894 den ene delägaren i densamma). Under hans ledning förvärvade skolan stort anseende; där prövades bland annat den så kallade imitativa språkmetoden. Han kvarstod som lärare till 1910 och bosatte sig därefter på Kvisberg vid Vadstena. Han var ordförande i styrelserna för stadens samskola (1911–15) och Privata högre lärarinneseminariet (sedan 1919) samt ledamot av kyrkomötena 1915, 1918 och 1920.
Bland Lindroths skrifter kan nämnas Latinsk formlära (1874), Kort öfversikt af romerska antiquiteterna (1880; femte upplagan 1895, omtryckt 1903, översatt till norskan 1885), Latinsk språklära (tillsammans med Ragnar Törnebladh, 1881; fjärde upplagan 1897, omtryckt 1903, i andra förkortade upplagan 1909) samt ett flertal skrifter i religiösa, sedlighetsfrågor och fosterländska frågor. 
Som pensionär var han bosatt på sin egendom Quisberg i S:t Pers socken nära Vadstena.